# Emacs
Emacs er som sådan ikke en specifik teksteditor, der er nemlig tale om en kategori af tekstbehandlingsprogrammer. Disse er alle udsprunget fra samme sted, navnlig EMACS. EMACS, som er en samling Editor MACroS for TECO-editoren, blev i 1975 udviklet af Richard Stallman (til at starte med også sammen med Guy Steele). Inspirationen kom fra et par andre TECO-makro-editorer: TECMAC og TMACS. Disse var udviklet af bl.a. Guy Steele, Dave Moon, Richard Greenblatt, Charles Frankston og mange andre. Der er gennem årene udviklet et utal af Emacs-versioner, dog er der to, der dominerer markedet primært: GNU Emacs (Richard Stallman, 1984 – stadig vedligeholdt af ham) samt XEmacs (En fork af GNU Emacs i 1991). Begge benytter sig af samme sprog til udvikling af udvidelser: Emacs Lisp (el. elisp), der gør teksteditorerne brugbare til mange forskellige opgave, lige fra udvikling af programmer og oversættelser af samme til at surfe internettet.
I Unix-kulturen er Emacs som oftest en af fronterne, når der afholdes „teksteditor-krige”, hvor brugerne gang på gang debatterer hvilken teksteditor der er den bedste. Den anden front består af Vi.